# 음악공감 (광주교통방송)
허수진의 음악공감은 TBN 광주교통방송(광주, 목포, 해남, 진도 FM 97.3MHz, 여수, 순천, 광양 FM 103.5MHz)에서 주말 오전 9시부터 10시 55분까지 방송되었던 음악 프로그램이다. 2022년 10월 23일 자로 25년만에 폐지되었다.

## 프로그램 소개
- 여유로운 주말아침의 BGM이 되어줄 아름다운 음악으로 공감하는 시간입니다. 음.악.공.감.

## 코너소개

### 토요일
- 음악이 있는 에세이 : 주말 아침, 여러분의 마음에 울림을 줄 수 있는 좋은 문구들을 편안한 음악과 함께 소개합니다.
- 지휘자 박승유와 함께하는 도로 위의 클래식 : 낯설고 어려운 클래식을 박승유 지휘자가 재미있는 이야기와 함께 쉽게 풀어드립니다.
- 공감 라이브 : 국악, 포크, 팝페라, 아카펠라 등 우리 지역에서 활동 중인 다양한 뮤지션들의 라이브 시간.

### 일요일
- OST 감성여행 : 우리가 사랑했던 영화와 드라마 속 주제곡들, 다시 함께하며 우리 그 때 그 감성 속으로 젖어들어가보면 어떨까요?
- 라디오 북클럽 : 이번 주말, 읽으면 좋을 책을 소개해드립니다.